# Danilo Sacco
Danilo Sacco (Agliano Terme, 6 giugno 1965) è un cantautore e chitarrista italiano.
È stato la voce dei Nomadi dal 1993 al 2011.

## Biografia

### Gli esordi
Appassionato di Leonard Cohen, Tom Petty and The Heartbreakers e con una predilezione esclusiva per Peter Gabriel, all'inizio degli anni ottanta, dopo aver conseguito il diploma di maturità in ragioneria e mentre svolge vari lavori tra cui quello d'annunciatore presso Radio Canelli, inizia a cantare in un gruppo musicale della sua zona, i Blue Alternativa.
Dopo essere uscito da questo gruppo entra a far parte degli Underfire, gruppo formato da Gianni De Vito, Leo Rusignuolo e Daniele Scaglione al quale mancavano una voce ed un basso (poi trovato nella persona di Adamo Bono). Tale gruppo, dopo quattro anni, nel 1991 con l'ingresso del tastierista Riccardo Forte prende il nome di Comitiva Brambilla.

### I Nomadi
Nel 1993, al posto del fondatore nonché carismatico cantante Augusto Daolio scomparso nell'ottobre del 1992, entra a far parte dello storico gruppo dei Nomadi alternandosi alla voce principale con l'altro nuovo ingresso Francesco Gualerzi. Il primo contatto avviene tramite una telefonata di Cico Falzone che propone a Danilo un incontro per discutere i futuri progetti della band.

Il 13 marzo 1993 a Levico Terme è la volta del suo primo concerto con i Nomadi. Alla voce c'è tuttavia solamente lui perché Gualerzi a 48 ore dal live viene ricoverato per un pneumotorace. Tra le prime parole pronunciate al termine de La Collina, secondo brano in scaletta dopo la strumentale Suoni, da un Sacco visibilmente emozionato ci sono le seguenti: 
Nel giugno di quello stesso anno esce Contro, album postumo con Augusto alla voce, che vede accreditata la presenza in studio di Danilo come chitarrista benché in realtà egli non abbia partecipato alla sua incisione.
L'anno dopo viene pubblicato La settima onda, primo lavoro dei Nomadi nella nuova formazione a sei con Danilo e Francesco Gualerzi alla voce; l'album raggiunge il disco di platino.
Lo stesso traguardo viene confermato da Lungo le vie del vento, cd del 1995 realizzato tra l'altro dopo l'incontro della band con il Dalai Lama.
Nel 1996 la Comitiva Brambilla incide il suo primo lavoro La voce di chi tace. Danilo, sostituito da Iano Nicolò alla voce, produce l'album della band. I Nomadi fanno uscire Quando ci sarai.
A dieci anni di distanza da Nomadi in concerto, nel 1997 esce a prezzo speciale il live Le strade, gli amici, il concerto, doppio cd che vede per l'ultima volta Danilo e Francesco Gualerzi dividersi le parti vocali. Il successo di pubblico premia il gruppo con il doppio disco di platino.
Nei Nomadi, dopo l'abbandono da parte di Francesco, Danilo è affiancato dal 1998 alla seconda voce da Massimo Vecchi.
Proprio nel disco di quell'anno, Una storia da raccontare, compare per la prima volta la sua firma in un brano dello storico gruppo emiliano: Anni di frontiera.
Due anni dopo, nel 2000 l'album Liberi di volare vede nuovamente la firma di Danilo, questa volta in due brani: la struggente Se non ho te e la conclusiva Salve sono la giustizia.
Passano altri ventiquattro mesi e Sangue al cuore, il primo singolo di Amore che prendi amore che dai, porta il disco in vetta alla classifica italiana. Tra gli autori della canzone figura nuovamente Sacco che scrive anche Il nome che non hai.
Quest'ultimo brano, nel 2004, verrà ripreso in inglese dalla cantante thailandese May, già presente nella versione italiana, e che lo inserisce nel suo cd May's world. Nell'album trova spazio anche la versione italiana di Se non ho te intitolata per l'occasione Life is in my hands.
L'anno successivo, nel quarantennale dei Nomadi, uno dei due soli brani inediti presenti sulla doppia raccolta Nomadi 40, E di notte, è nuovamente opera di Danilo.
Il 17 gennaio del 2004 presso il monastero buddista Fudenji di Salsomaggiore Terme prende i voti come monaco laico ed assume il nome di Kakuen, traducibile con le due seguenti espressioni: "zingaro perfetto" oppure "nomade nella polvere del vento.
Nel corso dell'anno escono il libro di Stefano Dallari Sorridere con l'anima, che vede Danilo autore della prefazione, il duetto con Ivana Spagna ne Dove nasce il sole, il cui testo è stato scritto dallo stesso Sacco a quattro mani con la bionda cantante veneta, e, in autunno, il nuovo cd nomade Corpo estraneo in cui figurano altri due pezzi scritti da lui, In piedi e Stringi i pugni; la prima limitatamente al testo, la seconda anche per quanto concerne la musica.
Del 2005 è invece il libro, a cura di Francesco Antonioli, C'è posta per Dio in cui compare uno scritto del cantante astigiano.
Nel 2006 ricostituisce la Comitiva Brambilla esibendosi sporadicamente fino a Pasqua del 2008 negli spazi liberi dai tour dei Nomadi che, dopo aver partecipato al Festival di Sanremo 2006 con il brano Dove si va, pubblicano l'ennesimo cd, Con me o contro di me. Il pezzo sanremese e quello che dà il titolo all'album vedono tra gli autori il cantante.
Il 2007 vede la band emiliana registrare e pubblicare un doppio cd dal vivo con l'Omnia Symphony Orchestra diretta dal maestro Bruno Santori. Notevole la prestazione di Danilo su diversi brani tra cui Trovare Dio. La nuova fatica ci consegna accanto ai successi di una carriera un altro paio di inediti; Ci vuole un senso, singolo scelto per la promozione, è nuovamente farina del suo sacco.
Siamo nel 2008. Esce un nuovo libro, questa volta scritto a quattro mani col comico Enzo Braschi dal titolo Lo zen e l'arte di non rompere le scatole.
Nella seconda metà dello stesso anno giunge notizia che col fido Valerio Giambelli, attuale chitarrista del gruppo Mod Statuto e già a fianco dei "Brambilli" nella loro ultima incarnazione, Danilo abbia costituito i Radio Tesla, naturale prosecuzione del discorso intrapreso con la Comitiva.
Il nuovo gruppo in realtà ha vita breve, ma solo nel nome, dato che per evitare di generare confusione con gli americani Tesla Danilo e soci scelgono Radiolesa come nuova denominazione per la band.

Il 2 aprile, in occasione dell'uscita di Allo specchio, il fondatore dei Nomadi Beppe Carletti afferma: 
Per l'occasione ben quattro sono i brani a lui accreditati: Senza nome, Non so io ma tu, Il ballo della sedia e Il nulla. Pochi mesi prima, agli iscritti del Nomadi fanclub nazionale viene regalato un mini cd contenente una versione live di Salutami le stelle e il divertimento La pecora nel bosco, scherzo in musica scritto dall'accoppiata Carletti-Sacco.

### La malattia
Il 22 maggio 2009, ricoverato nottetempo in seguito ad un infarto presso l'ospedale di Nizza Monferrato, Danilo subisce in un secondo momento un intervento con esito positivo di angioplastica primaria presso l'ospedale di Asti.
Il tour dei Nomadi in supporto all'album viene temporaneamente sospeso dopo una decina di concerti e alcune apparizioni televisive; in un primo momento fino al 18 giugno, successivamente fino a fine mese.
Il 1º giugno il cantante torna a casa; quattro giorni dopo sul sito dei Nomadi compare una lettera scritta da Danilo.
Di comune accordo col cantante la macchina nomade si rimette in moto e i concerti della band ripartono il 1º luglio a Mareno di Piave in provincia di Treviso. In attesa del futuro rientro a pieno regime di Sacco che in queste date non salirà sul palco, il gruppo viene supportato dalle due coriste e dai due coristi che già accompagnarono le date di presentazione di Allo specchio in aprile.
A distanza di poco meno di due settimane dalla precedente, il 18 giugno sul sito dei Nomadi compare una nuova lettera di Danilo. È il 28 luglio quando una terza lettera scritta di proprio pugno dal cantante compare sul sito della band di Novellara.
Il 19 agosto 2009, a tre giorni dalla consueta apparizione dei Nomadi al Festival Contro di Castagnole delle Lanze dove dopo mesi di indiscrezioni e voci avverrà finalmente il suo ritorno sul palco, sul sito Rockol.it  compare una lunga e intensa intervista di Danilo all'amico giornalista Massimo Cotto. Diversi i temi toccati, dai due infarti subìti, al suo ruolo presente, passato e futuro nella band di Beppe Carletti:
Alla luce di questa corposa intervista siti e blog dedicati alla band vengono letteralmente presi d'assalto dai fan nelle ore e nelle giornate seguenti.

Sabato 22 agosto a Castagnole delle Lanze, proprio in occasione del Festival Contro, Sacco torna su un palco. Un'ora di live che unisce una volta ancora tutto il popolo nomade. Dopo un'entrata con tanto di presentazione fatta da un ring announcer, le prime parole di Danilo, dopo aver dismesso accappatoio, caschetto e guanti da pugile, sono: 
 E parte Sangue al cuore.
Via via si susseguono Lo specchio ti riflette, Dove si va, La mia terra, Senza nome, La dimensione e Io voglio vivere. A questo punto è il turno di Massimo Vecchi con I miei anni. Danilo torna sul palco col caschetto da pugile e mentre i coristi stanno intonando "lottare, lottare, lottare" si riappropria del microfono per cantare successivamente Prenditi un po' di te e Asia.
Al termine di Qui Danilo si rivolge al pubblico:
Per adesso devo, devo... beh, ho smesso di fumare! Quindi mi sto già trattando meglio: caspita! Per cui... niente... io veramente non so cosa dire. Lo giuro su quello che volete: io questa sera ho guadagnato 10 anni di vita. Grazie. Grazie per tutto ciò che è stato, per ciò che sarà, per il futuro che ci attende, per il cammino che dobbiamo ancora fare insieme che sarà, io spero, ancora molto, molto lungo. Personalmente, ripeto, ce la metterò tutta. Ci vuole solo un po' di pazienza, ma siamo lì, siamo lì!
Signori: Dio vi benedica! Grazie!»
Il 23 agosto si presenta sul palco anche al concerto di Castelnuovo Val di Cecina in provincia di Pisa.
Il 24 agosto l'ANSA batte una nota d'agenzia in cui la permanenza di Danilo nei Nomadi non viene messa in dubbio. Nel corso della stessa giornata sul sito dei Nomadi compare la conferma, attraverso una lunga lettera scritta del cantante.

Qualche giorno di riposo ed è la volta di una nuova tournée in Sardegna. Il 27 agosto eccolo salire sul palco a Guspini dove viene accolto da un caloroso applauso durato alcuni minuti. Dopo le prime due canzoni eseguite senza di lui, Una storia da raccontare e Ci vuole un senso, Danilo fa infatti la sua apparizione sul palco annunciando queste parole: 
 Con un augurio simile parte una volta ancora Sangue al cuore, canzone in cui Danilo mette l'anima e manda in delirio il foltissimo pubblico della "cittadina rossa" del sud Sardegna. Interpreterà poi brani come Dove si va, Lo specchio ti riflette, Io voglio vivere, Il fiore nero, Qui, La dimensione. Dopo circa un'ora e mezzo di concerto eseguito a buoni ritmi Danilo annuncia al microfono:
Il tour così procede col progressivo reinserimento del cantante sul palco: il 29 agosto è difatti a Narcao e il 30 a Monastir.
A settembre le tredici date in programma vengono regolarmente portate a termine dalla band al completo, eccezion fatta per la tre giorni di inizio mese tra la Calabria e la Sicilia, con un Danilo ancora non in grado di affrontare le due ore e mezza complessive di concerto, ma pur sempre in buone condizioni e costantemente sostenuto dal pubblico.
Si procede con un mini tour teatrale di una decina di date fino a fine anno.
Come promesso, il 19 e 20 febbraio 2010 Danilo è al suo posto nella due giorni di Novellara per il XVIII Tributo ad Augusto: Contro e Sangue al cuore sono le canzoni con cui apre rispettivamente il concerto della serata di sabato e quello del pomeriggio di domenica.
Quarantotto ore dopo i Nomadi salgono sul palco del 60º Festival di Sanremo dove accompagnano Irene Fornaciari con il brano Il mondo piange, classificandosi tra i primi 10 finalisti.
Il 27 febbraio alla birreria Il Maltese di Cassinasco (Asti) viene presentata Corto Maltese, associazione culturale senza scopo di lucro che vede Danilo tra i fondatori e che si occupa di promuovere la creatività e la comunicazione tra le persone attraverso la musica, l'arte e la cultura.
Accanto all'impegno con il gruppo emiliana in primavera Danilo presta la voce nel brano S'Accabadora, canzone contenuta nel cd del gruppo sardo degli Istentales guidati da Gigi Sanna mentre il 10 aprile è la volta di un concerto con i suoi Radiolesa tenuto in piazza ad Agliano Terme.
Tra cover di Tom Petty and The Heartbreakers, Francesco De Gregori e Bruce Springsteen fanno capolino un paio di brani scritti di proprio pugno dal gruppo. Massimo Bubola sale sul palco per duettare con Danilo nella sua Fiume sand creek. Al termine del set coi Radiolesa, headliner della serata risulta essere l'anomalo quartetto composto da Sacco, Cico Falzone, Massimo Vecchi e Daniele Campani che si esibisce in una manciata di brani dei Nomadi inframezzati da Il cielo d'Irlanda con Massimo Bubola.
Sabato 17 aprile, con Beppe Carletti e Cico Falzone, Danilo è protagonista negli spazi della metropolitana Duomo al LiveMi di Milano. La manifestazione che vede il trio esibirsi in un mini concerto acustico nasce per rilanciare la musica emergente italiana in collaborazione con il Comune di Milano, l'ATM e la direzione artistica di Red Ronnie.
Il 7 agosto, durante il tour estivo, viene ricoverato per un breve periodo per appendicite e sostituito in una manciata di date confermate da Irene Fornaciari e Martino Corti.
Al termine del mese di settembre i Nomadi si prendono una pausa dai palchi in attesa di pubblicare il cd di cover Raccontiraccolti e con la prospettiva del successivo tour teatrale. Nel frattempo domenica 17 ottobre a Craviano, frazione di Govone i Radiolesa avrebbero dovuto esibirsi presso l'ex convento per un concerto di solidarietà che avrebbe visto il cantante accompagnato sia dal suo gruppo sia da Cico Falzone. A causa del maltempo la giornata viene posticipata alla domenica successiva quando come ospiti sul palco compaiono Martino Corti e Irene Fornaciari.
Uscito il nuovo album dei Nomadi, parte in tour nei teatri italiani per il periodo invernale, comparendo nel 2011 in qualità di ospite, talvolta accompagnato pure da Cico Falzone, in una manciata di concerti realizzati da tribute band che omaggiano il complesso di Novellara oppure supportato da Valerio Giambelli.
Nel mese di gennaio sul suo sito internet viene messa in streaming per un breve periodo l'inedito In dubbio; sempre in questo periodo nasce una serie di fanclub a lui dedicati in varie regioni d'Italia, con il proposito di supportare l'azione musicale di Danilo anche quando in pausa dagli impegni con Beppe Carletti e compagni. Uno di questi appuntamenti extra Nomadi si segnala a Cassinasco presso la storica birreria Il Maltese, il 28 gennaio, ancora una volta con i fidati Radiolesa.
A marzo esce un mini-cd a nome Mikele Soave e Danilo Kakuen Sacco contenente due canzoni: Papa'rticolare, scritta in compagnia del sodale Soave, e la reinterpretazione di Fiume sand creek cantata invece dal solo Danilo.
Cambieranno molti eventi nella sua vita, finisce la relazione con la compagna, che aveva sposato appena un anno prima.
A fronte della luttuosa notizia riguardante la morte del padre Mario in data 1º maggio, si segnalano la direzione artistica de La Collina degli Elfi Live, manifestazione che si svolge dal 20 al 28 giugno presso il parco dell'ex convento di Craviano, frazione di Govone, con lo scopo di aiutare l'omonima ONLUS, e l'uscita del nuovo album dei Nomadi, primo disco in carriera autoprodotto dal gruppo di Beppe Carletti, a meno di otto mesi dal precedente Raccontiraccolti. Agli inizi di giugno sugli scaffali dei negozi musicali e nei rivenditori on-line, compare infatti Cuore vivo, raccolta di dieci brani suddivisi come segue: due inediti, tra cui il singolo Toccami il cuore già in programmazione nelle radio dal 13 maggio, e otto brani di repertorio reinterpretati dal sestetto originario di Novellara
, fra gli altri, Afterhours, Enrico Ruggeri, Daniele Ronda e Kaballà la causa dell'associazione Soleterre che si occupa di bambini malati di cancro, verso fine anno Danilo pubblica L'orizzonte degli eventi, descritto come una raccolta di parole, pensieri e musica che Danilo ha scritto per i suoi fanclub, in una edizione inizialmente a tiratura limitata di sole mille copie, prima della sua uscita ufficiale su scala nazionale, ma non numerata, nel corso del 2012. All'interno del libro trova spazio un cd composto da sette canzoni, inedite e non, riunite per la prima volta in questa occasione. Un ulteriore brano, Mio caro presidente, viene messo on-line sabato 5 novembre. Nel frattempo, Sacco è saldamente al microfono per l'ennesimo tour che i Nomadi portano nei teatri tra novembre e dicembre. Al suo fianco c'e una nuova compagna Chiara Di Felice,che lo sostiene nelle sue scelte sofferte ma doverose.
Il 24 novembre 2011, con poco più di un mese di anticipo rispetto ad accordi presi precedentemente, Danilo Sacco e i Nomadi rendono nota la decisione del cantante di lasciare il gruppo per mettersi alla prova come solista. Il comunicato è stato pubblicato sui siti ufficiali del complesso e del cantautore astigiano il quale, sul suo spazio web, aggiunge una lunga lettera chiarificatrice sulla sua situazione attuale. I Nomadi, d'altro canto, pur iniziando i provini alla ricerca del nuovo cantante nella settimana successiva, a Reggio Emilia, a casa di Beppe Carletti, confermano le date teatrali in programma con lui fino a dopo Natale; l'ultima data prevista con Sacco è in agenda infatti per il 28 dicembre al palasport di Mirandola, in provincia di Modena.

### Carriera solista
Il 31 dicembre 2011 fu l'ultimo giorno da membro dei Nomadi.
Il 13 gennaio successivo fece la prima apparizione pubblica da solista presso Teatro Alfieri di Asti in occasione di un concerto per la raccolta fondi in favore dell'AISLA.
Nel corso del mese successivo affiorano i primi nomi di chi accompagnerà il cantante nella sua nuova avventura solista: il fido Valerio Giambelli, uscito definitivamente dagli Statuto per seguire Sacco in questo suo percorso, alla chitarra, Andrea Mei, già collaboratore dei Nomadi ed ex Gang, alle tastiere, Jean-Pierre Augusto Rodriguez Ugueto alle percussioni.
Tra febbraio e marzo, tramite una serie di incontri con i suoi fanclub, viene annunciata l'uscita dell'esordio solista programmato per maggio 2012 e comprendente una decina di nuove canzoni fra cui un inedito scritto da Massimo Bubola; cover d'autore come A muso duro di Pierangelo Bertoli e personali interpretazioni di grandi successi dei Nomadi quali Trovare Dio, La canzone della bambina portoghese, Asia, Auschwitz e Dio è morto sono da attendersi durante il tour che seguirà la pubblicazione del cd.
Sabato 31 marzo sale sul palco del Teatro Municipale di Piacenza in compagnia di Giambelli per duettare in un paio di brani, tra cui Volta la carta di Fabrizio De André, con Daniele Ronda & Folklub. Non accreditato, comparirà comunque sul relativo DVD della serata limitatamente a Figli di Chernobyl.
Mercoledì 11 aprile viene svelata la sezione ritmica della band che pur non avendo suonato in studio accompagnerà Sacco dal vivo: al basso troviamo Antonio Righetti, storico bassista di Ligabue, mentre alla batteria siederà Tommaso Graziani, figlio d'arte, primogenito del compianto Ivan. A fine mese circola la data ufficiale di uscita dell'esordio solista di Sacco; il 5 giugno, a sole ventiquattro ore dal quarantottesimo compleanno del cantante, verrà pubblicato Un altro me, cd prodotto da Davide Tagliapietra e presentato nella sua quasi interezza durante la data zero di Osnago il 24 maggio. In occasione di questa prima uscita pubblica, in due ore abbondanti di concerto, si alternano pezzi solisti, riarrangiamenti di successi che continuano a fare la fortuna dei Nomadi e omaggi a Ivan Graziani, Edoardo Bennato e Pierangelo Bertoli. In tre brani Sacco si accompagna all'amico Massimo Bubola, ospite della serata.
Sempre in primavera giunge notizia della realizzazione di un libro inedito scritto dal cantante piemontese in compagnia di Massimo Cotto e che sarà successivamente presentato in alcune delle principali librerie italiane alla presenza degli stessi autori. L'uscita per Rizzoli di Come polvere nel vento. La vita, la strada, la musica è prevista per novembre. Nei mesi che ne precedono la pubblicazione Sacco e la sua band portano a termine il primo tour estivo nelle piazze italiane.
Nella mattinata di lunedì 29 ottobre, Jean-Pierre Rodriguez comunica con grande rammarico la cessazione della sua collaborazione lavorativa con il cantante astigiano per ragioni che esulano dalla mia volontà. Nei giorni successivi prende il via il primo tour teatrale con la nuova formazione a cinque cui si affianca l'impegno legato alla presentazione del libro scritto a quattro mani con Cotto. Nel corso di questi showcase di incontro col pubblico viene largamente anticipata la probabile uscita di un secondo album in studio per settembre 2013 a cui Sacco sta lavorando con la sua band.

Dopo un periodo sostanzialmente tranquillo, intervallato periodicamente da qualche concerto, si torna a parlare di Danilo Sacco mercoledì 29 maggio quando Francesco Guccini annuncia a sorpresa che sarà proprio Sacco a portare in giro per l'Italia il suo repertorio storico comprendente da quest'anno pure le canzoni contenute ne L'ultima Thule, conclusivo episodio discografico del cantautore di Pavana su cui sarà incentrato il nuovo spettacolo. La prima esibizione di Danilo Sacco, affiancato in questa nuova avventura da I Musici, storici musicisti gucciniani come Juan Carlos Biondini, Vince Tempera, Antonio Marangolo e Pierluigi Mingotti accompagnati per l'occasione da Gigi Cavalli Cocchi, si tiene a Macerata il 23 giugno in occasione del festival Musicultura quando è Guccini stesso, dopo una giornata a lui interamente dedicata, a dare l'imprimatur al nuovo progetto. Viene svelato che i primi contatti alla base di questo nuovo sodalizio erano avvenuti in gennaio, attraverso una telefonata arrivata allo staff di un Sacco incredulo ed entusiasta. Guccini spiega: 
 Dal canto suo Danilo Sacco ci tiene a precisare che: 
Il 2014 è l'anno del suo secondo album da solista "Minoranza rumorosa", lavoro che vuole condividere il messaggio di «esprimere le proprie idee senza timore» quale principale diritto di ognuno al fine di non omologarsi per forza a comportamenti massificati. Il singolo è stato presentato in anteprima su panorama.it. Il videoclip, girato all'interno della comunità Shalom di Palazzolo sull'Oglio, realizzato da Marco Lui, è ora on line sui canali ufficiali dell'artista. «Minoranza rumorosa – si legge nella nota stampa – prodotto da Davide Tagliapietra per E20, è concepito come un percorso tra storie: come la storia vera del pittore Charles Moulin, amico di Matisse in Emilie, o Da qui all'eternità, storia vera di Walter Bevilacqua, pastore ossolano che pur avendo bisogno di un trapianto, quando venne il suo turno, decise di lasciare il suo posto a chi aveva famiglia. Oppure Erin, in cui si narra la conquista della Spagna da parte dei mori e l'amore per l'Irlanda. Tutte le tracce sono state scritte e suonate da Sacco – in collaborazione con i musicisti Andrea Mei e Valerio Giambelli – che si è confermato nel triplice ruolo di autore, interprete e musicista. In studio si è avvalso della collaborazione di Paolo Costa, Lele Melotti e Davide Tagliapietra, nonché dell'amico scozzese Charlie Allan alla cornamusa» per la realizzazione di Erin. Dopo alcuni anni, si inizia a parlare di un album di soli inediti verso il 2022, con una novità considerata seria: previsto inizialmente per il 2023, il nuovo album, Colpevole, uscirà il 24 Maggio 2024 e vedrà una collaborazione con Yuri Cilloni e Massimo Vecchi dei Nomadi, i quali hanno curato rispettivamente la programmazione e le parti suonate del basso nel loro nuovo studio di registrazione YUMAX. Il disco è stato presentato in anteprima il 14 Maggio in una diretta Facebook con la partecipazione onoraria di Beppe Carletti e la presenza del giornalista e collaboratore sia di Danilo Sacco, sia dei Nomadi Carlo Scisciola.

## Discografia

### Solista
- 2011 - L'orizzonte degli eventi (autoproduzione)
- 2012 - Un altro me (Warner Music)
- 2014 - Minoranza rumorosa (E20 Sound)
- 2018 - Gardè (Artist First)
- 2024 - Colpevole (Edizioni Musicali Rosso Blu, CD RB 040))

### Collaborazioni
- 1996 -  La voce di chi tace di Comitiva Brambilla - produzione, voce in Ohi pescator e Preghiera, cori
- 1997 - Mon trésor di Massimo Bubola - voce narrante in Cuori ribelli
- 2003 - Cicciput di Elio e le Storie Tese - voce in Cani e padroni di cani
- 2004 - May's world di May - chitarra e cori nei brani Tell me your name, Ready to fly away e Life is in my hands
- 2004 - L'arte di arrangiarsi di Ivana Spagna - voce in Dove nasce il sole
- 2008 - prefattore del libro di poesie Frammenti di Emozioni... di Luca Russolillo
- 2010 - Onora S'Istranzu di Istentales - voce in S'Accabadora
- 2011 - Dallaparte in folk di Daniele Ronda & Folklub - voce in Figli di Chernobyl
- 2012 - Tortelli e vino rosso di Daniele Ronda & Folklub - DVD live, voce non accreditata in Figli di Chernobyl
- 2015 - CartaCanta dei Mé, Pék e Barba - voce in Il nonno e il suo violino
- 2017 - Voce in Notte e Luna degli Istentales
- 2023 - Voce in Ventitrè Maggio della Compagnia Daltrocanto